# Ismailia Stadium
Ismailia Stadium (arab.: ملعب الاسماعيلية) – wielofunkcyjny stadion sportowy z bieżnią lekkoatletyczną w Ismailii (Egipt). Pojemność stadionu wynosi 16 606 widzów (wszystkie miejsca siedzące). Swoje mecze rozgrywa na nim drużyna Ismaily SC. Był jednym z sześciu stadionów, na których rozegrano turniej o Puchar Narodów Afryki 2006 (konkretnie odbył się na nim tylko jeden mecz, kończący rozgrywki w grupie D). Przed tym turniejem przeszedł renowację. Obiekt był także jedną z aren piłkarskich Mistrzostw Świata U-17 1997 oraz Mistrzostw Świata U-20 2009.